# Sebastes paucispinis
Sebastes paucispinis is een  straalvinnige vissensoort uit de familie van schorpioenvissen (Sebastidae). De wetenschappelijke naam van de soort is voor het eerst geldig gepubliceerd in 1854 door Ayres.